# Клер Вайнстайн
Клер Вайнстайн (1 березня 2007 , Вайт-Плейнс, Нью-Йорк, США ) — американська плавчиня, чемпіонка світу.